# Тебеньковка
Тебенько́вка (Тебеньки́) — деревня в Кемеровском районе Кемеровской области — Кузбасса. Входит в состав Елыкаевского сельского поселения. 
Название "Тебеньки" до сих пор встречается на дорожных указателях, поисковиках, маршрутоуказателях и используется местными жителями. 

## География
Центральная часть населённого пункта расположена на высоте 196 метров над уровнем моря. В деревне располагается санно-бобслейный комплекс международного уровня, построенный в 1980 году. Но с 1996 года является закрытым из-за устаревших стандартов, по которым он построен. В 2014 году комплекс признали аварийным. В 2016 году учёные ТГАСУ разработали план по реконструкции санно-бобслейного комплекса. Однако, план по реконструкции экс-глава Кузбасса признал сорванным.

## Население
По данным Всероссийской переписи населения 2010 года, в деревне Тебеньковка проживает 209 человек (101 мужчина, 108 женщин).

## Транспорт
Общественный транспорт представлен автобусным маршрутом:
- 169/ 177: д/п Вокзал — п/ф Строитель — д. Тебеньки.[8]